# Bulgnéville
Bulgnéville és un municipi francès, situat al departament dels Vosges i a la regió del Gran Est. L'any 2007 tenia 1.326 habitants.

## Història
En la batalla de Bulgnéville de 1431, durant la guerra dels Cent Anys, Renat I d'Anjou fou fet presoner per Felip III de Borgonya.

## Demografia

### Població
El 2007 la població de fet de Bulgnéville era de 1.326 persones. Hi havia 511 famílies, de les quals 128 eren unipersonals (45 homes vivint sols i 83 dones vivint soles), 140 parelles sense fills, 206 parelles amb fills i 37 famílies monoparentals amb fills.
La població ha evolucionat segons el següent gràfic:
Habitants censats

### Habitatges
El 2007 hi havia 569 habitatges, 527 eren l'habitatge principal de la família, 17 eren segones residències i 26 estaven desocupats. 401 eren cases i 157 eren apartaments. Dels 527 habitatges principals, 293 estaven ocupats pels seus propietaris, 214 estaven llogats i ocupats pels llogaters i 20 estaven cedits a títol gratuït; 9 tenien una cambra, 37 en tenien dues, 60 en tenien tres, 138 en tenien quatre i 282 en tenien cinc o més. 373 habitatges disposaven pel capbaix d'una plaça de pàrquing. A 264 habitatges hi havia un automòbil i a 209 n'hi havia dos o més.

### Piràmide de població
La piràmide de població per edats i sexe el 2009 era:
| Homes | Edats   | Dones |
| ----- | ------- | ----- |
| 0     | 95 o +  | 0     |
| 0     | 90 a 94 | 8     |
| 4     | 85 a 89 | 12    |
| 0     | 80 a 84 | 4     |
| 12    | 75 a 79 | 4     |
| 12    | 70 a 74 | 24    |
| 16    | 65 a 69 | 20    |
| 24    | 60 a 64 | 12    |
| 20    | 55 a 59 | 36    |
| 60    | 50 a 54 | 48    |
| 36    | 45 a 49 | 36    |
| 44    | 40 a 44 | 60    |
| 80    | 35 a 39 | 60    |
| 56    | 30 a 34 | 52    |
| 40    | 25 a 29 | 36    |
| 40    | 20 a 24 | 40    |
| 44    | 15 a 19 | 40    |
| 60    | 10 a 14 | 20    |
| 44    | 5 a 9   | 60    |
| 56    | 0 a 4   | 44    |

## Economia
El 2007 la població en edat de treballar era de 901 persones, 694 eren actives i 207 eren inactives. De les 694 persones actives 613 estaven ocupades (351 homes i 262 dones) i 80 estaven aturades (33 homes i 47 dones). De les 207 persones inactives 61 estaven jubilades, 58 estaven estudiant i 88 estaven classificades com a «altres inactius».

### Ingressos
El 2009 a Bulgnéville hi havia 571 unitats fiscals que integraven 1.473 persones, la mediana anual d'ingressos fiscals per persona era de 17.670,5 €.

### Activitats econòmiques
Dels 70 establiments que hi havia el 2007, 2 eren d'empreses extractives, 4 d'empreses alimentàries, 4 d'empreses de fabricació d'altres productes industrials, 9 d'empreses de construcció, 12 d'empreses de comerç i reparació d'automòbils, 3 d'empreses de transport, 8 d'empreses d'hostatgeria i restauració, 1 d'una empresa d'informació i comunicació, 3 d'empreses financeres, 4 d'empreses immobiliàries, 6 d'empreses de serveis, 8 d'entitats de l'administració pública i 6 d'empreses classificades com a «altres activitats de serveis».
Dels 23 establiments de servei als particulars que hi havia el 2009, 1 era una oficina d'administració d'Hisenda pública, 1 gendarmeria, 1 oficina de correu, 1 una oficina bancària, 2 tallers de reparació d'automòbils i de material agrícola, 1 autoescola, 1 guixaire pintor, 4 fusteries, 2 lampisteries, 1 electricista, 2 perruqueries, 1 veterinari, 3 restaurants, 1 agència immobiliària i 1 saló de bellesa.
Dels 4 establiments comercials que hi havia el 2009, 1 era un hipermercat, 2 fleques i 1 una joieria.
L'any 2000 a Bulgnéville hi havia 6 explotacions agrícoles.

## Equipaments sanitaris i escolars
L'únic equipament sanitari que hi havia el 2009 era una farmàcia.
El 2009 hi havia 1 escola maternal i 1 escola elemental.

## Poblacions més properes
El següent diagrama mostra les poblacions més properes.